# David Kenyon Webster
David Kenyon Webster (ur. 2 czerwca 1922 w Nowym Jorku, zm. 9 września 1961 w Santa Monica, Kalifornia) – amerykański żołnierz, pisarz i dziennikarz.

## Życiorys
Służył w 506 Pułku Piechoty Spadochronowej będącym częścią 101 Dywizji Powietrznodesantowej Armii Stanów Zjednoczonych podczas II wojny światowej.
Po zakończeniu wojny pracował jako dziennikarz w gazetach „The Wall Street Journal” i „Los Angeles Daily News”. Autor wspomnień pt. Kompania spadochronowa (ang. Band of Brothers: Easy Company, 506th Regiment, 101st Airborne from Normandy to Hitler's Eagle's Nest), z której Stephen E. Ambrose zaczerpnął wiele fragmentów, pisząc Kompanię braci. Napisał także książkę o rekinach Myth and Maneater: The Story of the Shark.
Odznaczony m.in. Brązową Gwiazdą i Purpurowym Sercem.
Zaginął w 1961 w czasie samotnego rejsu u wybrzeży Kalifornii.

## Odniesienia w kulturze
Postać szeregowca Davida Webstera pojawia się w serialu telewizyjnym Kompania Braci. W rolę Webstera wcielił się Eion Bailey.